# 의뢰인 (2011년 영화)
《의뢰인》은 2011년 개봉한 대한민국의 재판 스릴러 영화이다.

## 줄거리
결혼 기념일에 집으로 돌아온 한철민은 아파트 입구에 모여있는 군중과 경찰들을 발견한다. 꽃다발을 들고 아내를 찾던 그는 침실에서 핏자국과 사라진 아내를 마주하고, 아내 살해 혐의로 체포된다. 검사 안민호는 한철민을 유력한 용의자로 보고 수사를 진행한다. 과거 연쇄살인 사건의 용의자로 지목되었으나 증거 불충분으로 풀려난 전력이 있다는 사실은 그의 의심을 더욱 굳게 만든다.
수사관 장호원은 변호사 강성희에게 이 사건을 의뢰한다. 강성희는 아내의 시신이 발견되지 않았고, 한철민을 살인범으로 직접적으로 연결하는 증거가 부족하다는 점을 알게 된다. 필름 연구소에서 일하는 한철민은 매일 사용하는 강한 화학 물질 때문에 지문조차 없는 상태였다. 무죄를 확신한 강성희는 배심원 재판을 신청하고, 검사 안민호와 치열한 법정 공방을 벌인다. 한편, 수사가 진행될수록 아내의 미스터리한 삶에 대한 새로운 사실들이 밝혀지면서 사건은 더욱 복잡해진다.

## 캐스팅
- 하정우 : 강성희 역 - 변호사
- 박희순 : 안민호 역 - 검사
- 장혁 : 한철민 역

- 성동일 : 장호원 역
- 김성령 : 사무장 역
- 정원중 : 부장검사 역
- 유다인 : 서정아 역
- 박혁권 : 서 경사 역
- 주진모 : 판사 역
- 예수정 : 서정아의 어머니 역
- 황병국 : 담당형사 역
- 민복기 : 최 교수 역
- 유순웅 : 상회노인 역
- 배성우 : 박 검사 역
- 배윤범 : 배 검사 역
- 박성근 : 순찰대원 역
- 이창훈 : 소품실스탭 역
- 박성연 : 직장동료 역
- 유하준 : 감식반 역
- 최희진 : 혈액연구원 역
- 윤이준 : 광역수사팀장 역
- 이소정 : 여배우 역
- 조재룡 : CCTV직원 역
- 김윤태 : 광역수사팀장 역
- 손인용 : 광역수사대원 역
- 박진우 : 기자 역
- 정단우 : 정신과의사 A 역
- 이화룡 : 정신과의사B 역
- 이근우 : 신고남 역
- 유민석 : 아파트수위 역
- 이대현 : 이판사 역
- 조재룡 : CCTV직원 역
- 나수윤 : 안교수조교 역
- 전병덕 : 안검수사관 역
- 신치영 : 안검수사관 역
- 박진우 : 기자실기자 역
- 정형석 : 껄렁형사 역
- 김영은 : 판사실비서 역
- 김송일 : 퀵서비스 역
- 권영국 : 광역수사대장 역
- 강화선 : 서북사건여고생 역
- 김경화 : 서북사건감식반 역
- 임승빈 : 몰카사건원고 역
- 정영기 : 복제남 역
- 신안진 : 복제남형사 역
- 김선국 : 미행형사 역
- 윤태형 : 법정경위 역
- 백선희 : 서기관 역
- 허재호 : 배심원 역

- 최종원 : 안 교수 역 (특별출연)